# Hans-Joachim Zeidler
Pour les articles homonymes, voir Zeidler.
Hans-Joachim Zeidler (né le 2 janvier 1935 à Berlin, Alt-Moabit, mort le 24 janvier 2010 dans la même ville) est un peintre et poète allemand.

## Biographie
Hans-Joachim Zeidler est victime des bombardements à Berlin en 1942 et est évacué en Poméranie. Il revient en 1946 dans le paysage des ruines de Berlin et entre en 1947 au gymnasium. En 1950, il commence à peindre intensément des ruines. Il étudie de 1951 à 1954 dans deux écoles de maîtres de Berlin et à l'université des arts de Berlin auprès de Wilhelm Tank. Il travaille en 1955 comme dessinateur scientifique à l'université de Tübingen et se rend en Suisse en 1957, où il a deux expositions et travaille à Lausanne pendant quatre ans en tant qu'artiste commercial. Il rencontre alors sa femme Ariane. En 1960, il retourne à Berlin et vit de sa peinture.
En 1963, lui et sa femme vont à Ibiza pendant un an. Ils font ensemble des voyages d'étude dans de nombreux pays au cours des années suivantes. Entre 1955 et 1984, il organise 66 expositions personnelles en Allemagne, en France, en Suisse et en Californie et participe à plus de 150 expositions de groupe.
À partir de 1968, il publie cinq livres. Zeidler appartient depuis 1972, avec Günter Grass, Wolfdietrich Schnurre, Kurt Mühlenhaupt et neuf autres artistes au groupe des peintres-poètes de Berlin. De 1971 à 1974, il fait partie de la Freie Berliner Kunstausstellung.
En 1985, son catalogue d'œuvres comprend 1 800 peintures à l'huile et temperas, des aquarelles et des dessins, ainsi que 220 illustrations et 126 éditions lithographiques avec environ 12 000 empreintes de mains.
Il se suicide en janvier 2010.

## Source de la traduction
- (de) Cet article est partiellement ou en totalité issu de l’article de Wikipédia en allemand intitulé « Hans-Joachim Zeidler » (voir la liste des auteurs).